# 贝蒂尔·努达尔
贝蒂尔·努达尔（瑞典語：Bertil Nordahl，1917年7月26日—1998年12月1日），瑞典男子足球运动员，司职中场。他曾代表瑞典国家队参加1948年夏季奥林匹克运动会足球比赛，获得一枚金牌。